# Täby Enskilda gymnasium
Täby Enskilda Gymnasium (förkortat TEG) är en fristående gymnasieskola i Täby kommun. Skolan ligger vid stationen Galoppfältet på Roslagsbanan, cirka en kilometer nordöst från Täby Centrum. Skolan startade 1999, men hette då Täby Mediagymnasium. Samtliga program på skolan är högskoleförberedande. Skolan ägs av Procurama AB som kontrolleras av Poul Sörensen. Skolan hade läsåret 2024/2025 973 elever.

## Program med inriktningar
- Det Digitala Samhället (baserat på estetiska programmet)
  - Samhälle och Medier
- Samhällsvetenskapsprogrammet
  - Samhällsvetenskap
  - Beteendevetenskap
- Ekonomiprogrammet
  - Ekonomi
  - Juridik
- Naturvetenskapsprogrammet
  - Naturvetenskap
  - Naturvetenskap och samhälle
- Teknikprogrammet
  - Teknikvetenskap